# Jerzy Bolesław Lewandowski
Jerzy Bolesław Lewandowski (ur. 14 sierpnia 1948 w Łodzi) – polski naukowiec, profesor (w różnych okresach) Politechniki Łódzkiej, Politechniki Częstochowskiej i Politechniki Warszawskiej. Jest jednym z niewielu uczonych w Polsce, posiadających tytuł profesora zarówno nauk ekonomicznych, jak i nauk technicznych.

## Życiorys
Był jednym z założycieli Wydziału Organizacji i Zarządzania Politechniki Łódzkiej. Pełnił na nim m.in. funkcję prodziekana ds. Nauki i Rozwoju. Był współtwórcą programu studiów na tym wydziale.
Jerzy Lewandowski jest autorem jednego patentu oraz autorem i współautorem około 370 publikacji, w tym 60 książek, 250 artykułów opublikowanych w wydawnictwach zagranicznych i polskich, a także 80 prac naukowo-badawczych, zrealizowanych dla potrzeb przemysłu i wdrożonych praktycznie. Wygłosił ponad 140 referatów na konferencjach zagranicznych, PAN-u i innych. Wypromował 13 doktorów nauk ekonomicznych. Był też recenzentem 5 rozpraw habilitacyjnych i 31 doktorskich.
Od 1992 roku jest redaktorem Zeszytów Naukowych Politechniki Łódzkiej z serii Organizacja i Zarządzanie.

## Działalność naukowa i badawcza
Zainteresowania naukowe i dydaktyczne Jerzego Lewandowskiego skupiają się na następujących dziedzinach:
- zarządzanie produkcją i usługami
- zarządzanie jakością (TQM)
- logistyka
- gospodarka naprawcza (systemy naprawcze środków trwałych)
- bezpieczeństwo i higiena pracy
- ergonomia
- organizacja i zarządzanie przedsiębiorstwem
- systemy informacyjne zarządzania
- systemy zarządzania środowiskowego
- zarządzanie eksploatacją

Powyższa tematyka badawcza ściśle powiązana jest z praktyką przemysłową.

## Stanowiska
- prodziekan ds. Nauki i Rozwoju Wydziału Organizacji i Zarządzania Politechniki Łódzkiej
- kierownik Katedry Zarządzania Produkcją i Logistyki na Wydziale Organizacji i Zarządzania Politechniki Łódzkiej
- profesor nadzwyczajny w Laboratorium Ergonomii i Kształtowania Środowiska Pracy na Wydziale Zarządzania Politechniki Warszawskiej
- profesor zwyczajny w Instytucie Organizacji Systemów Produkcyjnych na Wydziale Inżynierii Produkcji Politechniki Warszawskiej
- wiceprezes Polskiego Towarzystwa Ergonomicznego
- kierownik Katedry Teorii Zarządzania na Wydziale Zarządzania Politechniki Częstochowskiej
- przewodniczący Sekcji Innowacji, Jakości i Bezpieczeństwa Pracy Komitetu Inżynierii Produkcji PAN
- redaktor Zeszytów Naukowych Politechniki Łódzkiej z serii Organizacja i Zarządzanie (od 1992 r.)[1]

## Członkostwa
- członek Komitetu Inżynierii Produkcji[3] Wydziału IV Nauk Technicznych Polskiej Akademii Nauk
- członek Komisji Ergonomii[4] (Międzywydziałowa Komisja Interdyscyplinarna) Polskiej Akademii Umiejętności
- ekspert w Zespole Ekonomicznym[5] i Zespole Technicznym Państwowej Komisji Akredytacyjnej
- członek Komitetu Jakości i Normalizacji przy Krajowej Izbie Gospodarczej w Warszawie, przewodniczący Podkomitetu Ergonomia i Bezpieczeństwo Pracy
- członek Komitetu Polskiej Nagrody Jakości przy Komitecie Jakości i Normalizacji
- Członek honorowy IBC Advisory Council Cambridge[1].

## Nagrody, wyróżnienia, odznaczenia
- Medal Komisji Edukacji Narodowej (2007 r.)
- laureat Polskiej Indywidualnej Nagrody Jakości w kategorii Nauka (2013 r.)
- Nagroda Rektora Politechniki Łódzkiej za działalność naukową
- Nagroda Głównego Inspektora Pracy im. Haliny Krahelskiej (2009 r.)
- Medal imienia W. B. Jastrzębowskiego
- Medal Okręgowego Inspektora Pracy (2004 r.)[1]

## Publikacje
1. Projektowanie systemów informacyjnych zarządzania w przedsiębiorstwie. Łódź: Wyd. PŁ, 1999.
2. Zarządzanie bezpieczeństwem pracy w przedsiębiorstwie. Łódź: Wyd. PŁ, 2000.
3. Zarządzanie środowiskiem w przedsiębiorstwie. Łódź: Wyd. PŁ, 2000.
4. Planowanie w przedsiębiorstwie. Łódź: Wyd. PŁ, 2002.
5. Podstawy zarządzania i kształtowania środowiska pracy. (współautor z Ewą Górską), Warszawa: Oficyna Wydawnicza Politechniki Warszawskiej, Warszawa 2002.
6. Production planning and control. (współautor z Mileną Antosik), Wyd. PŁ, 2012